# Union populaire (Quebec)
Union populaire – nacjonalistyczna, frankofońska partia polityczna działająca w Kanadzie na poziomie federalnym na przełomie lat siedemdziesiątych i osiemdziesiątych XX wieku. Głównym celem partii było osiągnięcie pełnej niezależności Quebecu i odłączenie tej prowincji od Kanady. Partia znalazła poparcie tylko najbardziej ekstremistycznie nastawionych środowisk nacjonalistycznych w Quebecu, zdobywając w wyborach 1979 roku 19 514 głosów (0.17% poparcia). Partia została wchłonięta przez bardziej popularną Partię Nacjonalistyczną Quebecu.